# LB Foreningen
|  | Sammenskrivningsforslag Artiklen LB Foreningen er foreslået føjet ind i LB Forsikring. (Siden maj 2024) Diskutér forslaget |

LB Foreningen f.m.b.a. er en dansk forening, der har til formål at være aktionær i LB Forsikring, for der igennem at udøve forsikringsvirksomhed og velgørenhed. Medlemmer af foreningen er forsikringstagere i LB Forsikring A/S i forsikringsgrupperne Lærerstandens Brandforsikring, Bauta Forsikring, Runa Forsikring og LB Forsikring til PFA.
I 2023 ejede LB Forenigen 90 % af aktiekapitalen i LB Forsikring. LB Foreningen administrerer LB Fonden, LB Foreningens Fond og LSU Legat. LB Foreningen blev etableret i 1999.